# Gulagatta, Malavalli
Gulagatta là một làng thuộc tehsil Malavalli, huyện Mandya, bang Karnataka, Ấn Độ.